# Cardross
Cardross är en ort i Storbritannien.   Den ligger i kommunen Argyll and Bute och riksdelen Skottland, i den nordvästra delen av landet, 600 km nordväst om huvudstaden London. Cardross ligger 77 meter över havet och antalet invånare är 1 897.
Terrängen runt Cardross är kuperad åt nordväst, men åt sydost är den platt. Havet är nära Cardross västerut. Runt Cardross är det tätbefolkat, med 881 invånare per kvadratkilometer. Närmaste större samhälle är Paisley, 19,5 km sydost om Cardross. Trakten runt Cardross består i huvudsak av gräsmarker.